# 2002年の全日本ロードレース選手権
2002年の全日本ロードレース選手権 (2002ねん の ぜんにほんロードレースせんしゅけん) は、2002年（平成14年）4月14日のCP MINEスーパーバイクレース大会で開幕し、同年11月3日の鈴鹿2&4レース大会で閉幕した、2002年シーズンの全日本ロードレース選手権である。
最高峰のスーパーバイククラスチャンピオンは渡辺篤（スズキ）が獲得した。

## 2002年シーズン
全日本ロードレース選手権が文部科学省より過去40年の国内オートバイ産業の振興・普及に貢献が認められ、本シーズンよりスーパーバイククラスに文部科学大臣杯が冠せられ、シリーズチャンピオン獲得者に授与されることになった。

### スーパーバイク規定最終年
2年後の2004年シーズンより、FIMスーパーバイク世界選手権のレギュレーション変更が決まったことを受け、日本国内主要メーカーとシリーズを主催するMFJが2001年10月から協議を重ねてきた結果、本年が全日本でのスーパーバイククラス最終年となった。来季2003年シーズンからのトップカテゴリーは独自の新規定「JSB1000」での開催となる。
賞典外参戦ではあるが「プロトタイプクラス」の混走が認められ、スズキの梁明と加賀山就臣がGSV-Rで、カワサキの柳川明がZX-RRで参戦、MotoGP初年度マシンでの走りを国内で見せた。対するスーパーバイク仕様車での参戦となる吉川和多留（ヤマハ）、渡辺篤（スズキ）、玉田誠（ホンダ）は「プロトタイプを1台でも食いたい（吉川）／少しでもプロトタイプに絡む走りを見せたい（渡辺）、／僕だけじゃなくみんなプロトタイプに勝とうと思って走っている（玉田）」と対抗心を見せるシーズン序盤となった。
来季を見据えたJSB1000規定のマシンで参戦するチームもあり、スーパーバイク・S-NK（ネイキッド）・プロトタイプ・JSB1000と4クラス混走の多様な車種もみどころとなった。プロトタイプの中にはS-NKクラスで規定された以上の予算をかけたコンストラクターによるマシンも加わり、KENZスズキの北川圭一、ヨシムラスズキの芹沢太麻樹、モリワキホンダの奥野正、F.C.Cテクニカルスポーツの小西良輝がここに含まれた。

## スケジュールおよび勝者
| Rd.          | 決勝日       | 開催イベント                     | スーパーバイク 優勝 | 250cc優勝 | 125cc優勝 | ST600 優勝 | S-NK 優勝  |
| ------------ | ------------ | -------------------------------- | ------------------- | --------- | --------- | ---------- | ---------- |
| 1            | 4月14日      | CP MINEスーパーバイクレース      | 渡辺篤              | 小山知良  | 菊池寛幸  | 清成龍一   | 山口辰也   |
| 2            | 5月12日      | 筑波スーパーバイクレース         | 玉田誠              | 小山知良  | 仲城英幸  | 清成龍一   | 須貝義行   |
| 3            | 5月26日      | 鈴鹿スーパーバイク200km          | 玉田誠              | 嘉陽哲久  | 藤岡祐三  | 小西良輝   | 中村健一郎 |
| 4            | 6月9日       | オートポリススーパーバイクレース | 渡辺篤              | 大崎誠之  | 仲城英幸  | 清成龍一   | 民辻啓     |
| 5            | 6月23日      | もてぎスーパーバイクレース       | 玉田誠              | 小山知良  | 葛原稔永  | 清成龍一   | 山口辰也   |
| 6            | 9月1日       | SUGOスーパーバイクレース         | 玉田誠              | 青山博一  | 藤岡祐三  | 手島雄介   | 山口辰也   |
| 7            | 9月15日      | 鈴鹿スーパーバイク「R2-1秋祭り」 | 渡辺篤              | 青山博一  | 仲城英幸  | 小西良輝   | 川瀬裕昌   |
| 8            | 10月20日     | TIスーパーバイクレース           | 清成龍一            | 高橋裕紀  | 仲城英幸  | 小西良輝   | 清成龍一   |
| 9            | 11月3日      | UFJカードカップ 鈴鹿2&4レース    | 吉川和多留          | ―         | ―         | ―          | 山口辰也   |
| チャンピオン | チャンピオン | チャンピオン                     | 渡辺篤              | 嘉陽哲久  | 仲城英幸  | 清成龍一   | 山口辰也   |

- S-NKクラスはJSB1000との混走開催。

## シリーズポイントランキング

### スーパーバイククラス
| 順位     | 1位 | 2位 | 3位 | 4位 | 5位 | 6位 | 7位 | 8位 | 9位 | 10位 | 11位 | 12位 | 13位 | 14位 | 15位 |
| ポイント | 25  | 20  | 16  | 13  | 11  | 10  | 9   | 8   | 7   | 6    | 5    | 4    | 3    | 2    | 1    |
| -------- | --- | --- | --- | --- | --- | --- | --- | --- | --- | ---- | ---- | ---- | ---- | ---- | ---- |

| 順位                   | No. | ライダー   | 使用車両           | 1 MIN | 2 TSU | 3 SUZ | 4 AP | 5 MOT | 6 SUG | 7 SUZ | 8 TI | 9 SUZ | ポイント |
| ---------------------- | --- | ---------- | ------------------ | ----- | ----- | ----- | ---- | ----- | ----- | ----- | ---- | ----- | -------- |
| 1                      | 14  | 渡辺篤     | スズキ・GSX-R750   | 1     | 3     | 5     | 1    | 5     | 4     | 1     | 10   | 3     | 148      |
| 2                      | 5   | 吉川和多留 | ヤマハ・YZF-R7     | 3     | 2     | 4     | Ret  | 3     | 2     | 2     | 6    | 1     | 140      |
| 3                      | 11  | 辻村猛     | ヤマハ・YZF-R7     | 2     | 4     | 24    | 2    | 4     | 3     | 3     | 7    | 2     | 127      |
| 4                      | 100 | 玉田誠     | ホンダ・VTR1000SPW | -     | 1     | 1     | -    | 1     | 1     | Ret   | 2    | Ret   | 120      |
| 5                      | 8   | 武田雄一   | ホンダ・VTR1000SPW | 4     | 13    | 2     | 3    | 2     | Ret   | -     | 3    | Ret   | 85       |
| 6                      | 6   | 山口辰也   | ホンダ・CBR954RR   | 6     | DNS   | -     | 5    | 6     | 5     | Ret   | 4    | 4     | 68       |
| プロトタイプ（賞典外） |     |            |                    |       |       |       |      |       |       |       |      |       |          |
| -                      | 4   | 加賀山就臣 | スズキ・GSV-R      | 2‡    | 2‡    | -     | 1‡   | 1‡    | 1‡    | Ret   | 2‡   | Ret   | -        |
| -                      | 1   | 梁明       | スズキ・GSV-R      | 1‡    | 1‡    | -     | Ret  | -     | -     | 1‡    | -    | Ret   | -        |
| -                      | 17  | 柳川明     | カワサキ・ZX-RR    | 3‡    | 4‡    | 1‡    | 2‡   | 25‡   | -     | -     | -    | -     | -        |
| -                      | 9   | 北川圭一   | スズキ・GSX-R1000  | 5‡    | 9‡    | 3‡    | 5‡   | 3‡    | Ret   | -     | 8‡   | 3‡    | -        |
| -                      | 9   | 沼田憲保   | スズキ・GSX-R1000  | -     | -     | -     | -    | -     | -     | 7‡    | -    | -     | -        |

- 太字はポールポジション、斜体はファステストラップ。
- ‡はプロトタイプマシンでの参戦のため賞典外。